# Barnardova šipka
Barnardova šipka (nebo Barnardova hvězda) je hvězda v souhvězdí Hadonoše, která má ze všech hvězd nejrychlejší vlastní pohyb po obloze: činí 10,34" ročně. Hvězda vzdálená od Země necelých šest světelných let je málo hmotným červeným trpaslíkem spektrální třídy M4 a čtvrtou nejbližší hvězdou od Slunce (po třech hvězdách soustavy Alfa Centauri). Přes svou blízkost se řadí mezi hvězdy jen deváté magnitudy, k jejímu pozorování tedy potřebujete dalekohled. V infračervené oblasti spektra září mnohem více než ve viditelném světle. Rychlost jejího pohybu v roce 1916 změřil astronom Edward Emerson Barnard, na jehož počest byla hvězda pojmenována. Až do té doby se nejrychlejším známým pohybem po obloze vyznačovala Kapteynova hvězda, která se nachází poblíž hvězdy 66 Oph. 
Barnardova šipka se především díky své blízkosti a poloze na nebeském rovníku stala předmětem studia mnoha astronomů. V průběhu pozorování zkoumali její vlastnosti a astrometrii; také u ní hledali planety. Přes velmi vysoké stáří Barnardovy šipky se na ní dají pozorovat erupce, je eruptivní proměnnou hvězdou typu UV Ceti.
V roce 1963 přijala řada astronomů domněnku Petera van de Kampa, že objevil odchylku v pohybu Barnardovy šipky, ze které mělo vyplývat, že hvězdu obíhá jedna nebo více planet o hmotnosti Jupitera. Data nezávisle získaná v sedmdesátých letech však žádné odchylky pohybu nepotvrdila, nicméně nevyloučila existenci planet terestrického typu.
Exoplaneta pak byla u Barnardovy šipky objevena v rámci projektu Red Dots v listopadu 2018. Jedná se o chladnou superzemi o hmotnosti nejméně 3,2 Země, která okolo hvězdy obíhá s periodou 233 dní.
V době největšího rozšíření domněnky o hypotetických planetách si hvězdu oblíbili autoři science fiction a stala se cílem projektu Daedalus, což byla studie o možnosti vyslání rychlé bezpilotní sondy k blízkým hvězdám.

## Fyzikální vlastnosti

Pozice Barnardovy hvězdy v pětiletých intervalech v letech 1985 až 2005

Barnardova hvězda – červený trpaslík spektrální třídy M4 – svítí příliš slabě na to, aby ji bylo možné pozorovat bez dalekohledu. Má zdánlivou hvězdnou velikost 9,54 mag, kdežto nejjasnější hvězda oblohy, Sirius, -1,5 mag  a nejslabší hvězda pozorovatelná pouhým okem 6 mag; proto magnituda 9,54 je pouze 1/27 jasnosti nejslabší hvězdy pozorovatelné pouhým okem za dobrých světelných podmínek.
Při stáří mezi 7 až 12 miliardami let je výrazně starší hvězdou než Slunce a pravděpodobně patří mezi nejstarší hvězdy v naší galaxii. Hvězda již ztratila velké množství rotační energie: pravidelné mírné změny v jasnosti naznačují, že se otočí kolem osy pouze jednou za 130 dnů, kdežto Slunce za 25 dní. Vzhledem k vysokému věku se u hvězdy předpokládala malá aktivita. Nicméně v roce 1998 u ní astronomové pozorovali intenzivní hvězdné erupce, které překvapivě ukázaly, že Barnardova hvězda je eruptivní proměnnou hvězdou. Jako taková nese označení V2500 Ophiuchi. V roce 2003 byly u Barnardovy hvězdy zjištěny první změny v radiální rychlosti způsobené jejím pohybem. Další proměnlivost této rychlosti byla přičítána jejím hvězdným aktivitám.
Vlastní pohyb Barnardovy hvězdy po obloze je 10,4 obloukových sekund ročně a její vlastní boční pohyb odpovídá rychlosti 90 km/s. Za lidský život se Barnardova hvězda na pozemské obloze přemístí o čtvrtinu úhlového průměru Měsíce.
Radiální rychlost Barnardovy hvězdy vůči Slunci lze určit z jejího modrého posuvu. V katalogu SIMBAD je uvedena rychlost 106,8 km/s, která vychází ze starších měření (před rokem 1967), rychlost 110,8 km/s v katalogu ARICNS odkazuje na měření novější. Z nich v kombinaci s vlastním pohybem hvězdy vychází skutečná rychlost hvězdy vzhledem ke Slunci 139,7 nebo 142,7 km/s. Barnardova hvězda bude nejblíže Slunci okolo roku 11 700, kdy se k němu přiblíží na 3,7 světelných let. Nicméně ani v této době nebude nejbližší hvězdou Slunci, protože blíž k němu už bude Proxima Centauri. Barnardova hvězda se zdánlivou hvězdnou velikostí 8,5 mag bude v té době na pozorování pouhým okem příliš slabá. Poté se začne od Slunce vzdalovat.
Barnardova hvězda má přibližně 17 procent hmotnosti Slunce a  její poloměr se rovná 15 až 20 procentům jeho poloměru. V roce 2003 se její poloměr odhadoval na 0,20±0,008 slunečního poloměru, více než v minulých odhadech, které její skutečnou velikost podcenily.  Barnardova hvězda je zhruba 180krát hmotnější než Jupiter, její poloměr je ale větší pouze 1,5 až 2,0krát, což odpovídá velikosti hnědého trpaslíka. Její efektivní teplota je 3134±102 Kelvinů, vizuální světelnost jen 4/10000 sluneční světelnosti a bolometrická světelnost 34,6/10000 světelnosti Slunce. Barnardova hvězda má tak malou jasnost, že kdyby byla ve stejné vzdálenosti od Země jako Slunce, byla by jen 100krát jasnější než úplněk, což je srovnatelné s jasností Slunce ve vzdálenosti 80 astronomických jednotek.
Barnardova hvězda má metalicitu mezi -0,5 a -1,0, což je zhruba 10 až 32 procent hodnoty Slunce. Metalicita, podíl hmoty hvězdy z chemických prvků těžších než helium, pomáhá klasifikovat hvězdy ve vztahu k celé galaktické populaci. Barnardova hvězda se zdá být typickou starou trpasličí červenou hvězdou populace II, jako většina hvězd galaktického hala chudých na kovy. Její metalicita je nižší než Slunce, poněkud vyšší než u hvězd z hala galaxie a nižší než u hvězd z disku galaxie, na kovy bohatých. To spolu s velkou rychlostí pohybu vedlo k jejímu jemnějšímu zařazení mezi hvězdy přechodné populace II vyskytující se mezi halem a diskem galaxie.

## Hledání planet

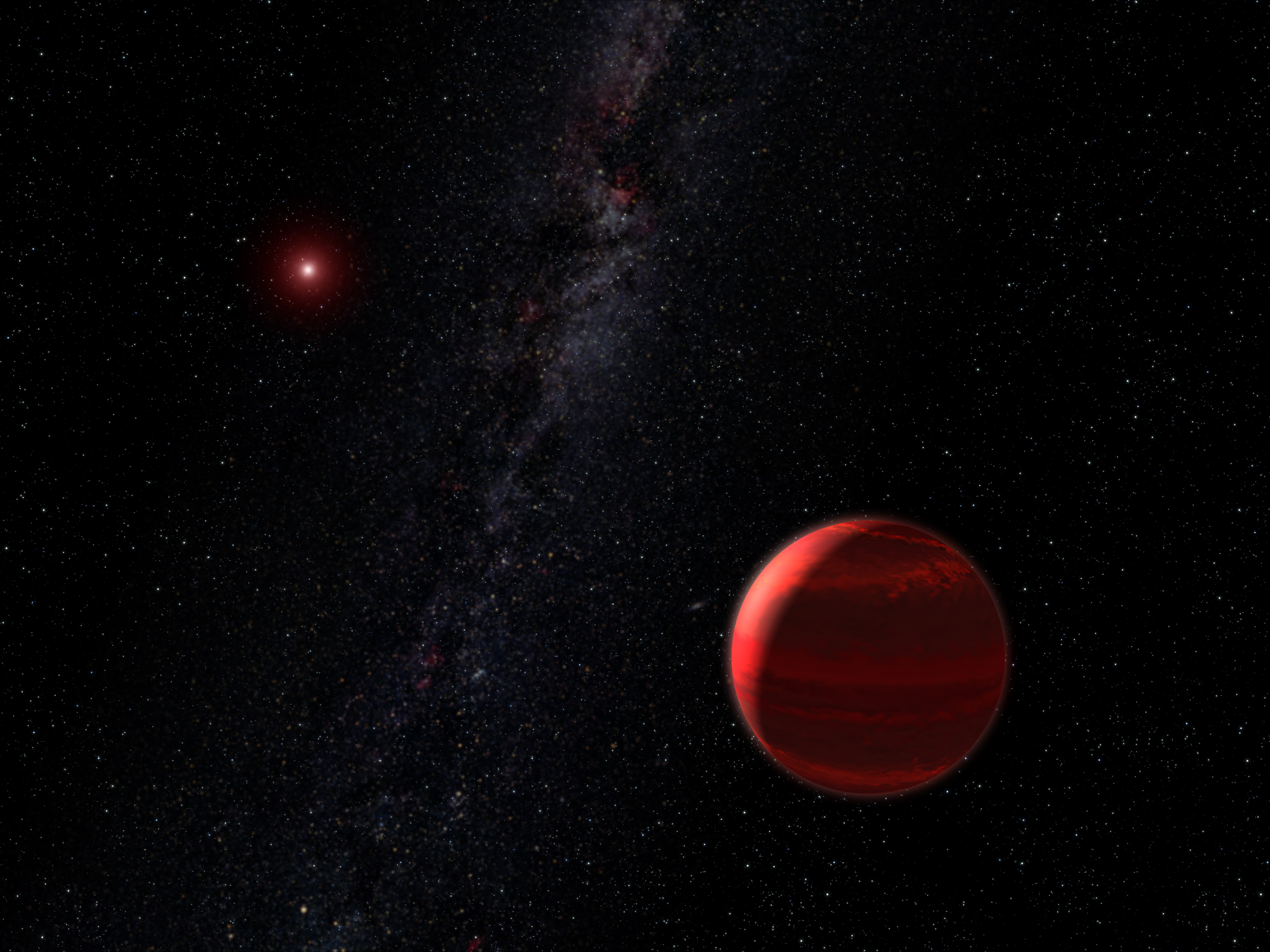
Umělecká představa planety na oběžné dráze kolem červeného trpaslíka

V průběhu deseti let, přibližně mezi lety 1963 až 1973, značný počet astronomů přijal domněnku nizozemského astronoma Petera van de Kampa, že pomocí astrometrie objevil odchylky v pohybu Barnardovy hvězdy a že ji obíhá jedna nebo více planet o hmotnosti Jupitera. Van de Kamp pozoroval hvězdu od roku 1938 a snažil se společně s kolegy na observatoři v Swarthmore College najít nepatrné odchylky jednoho mikrometru v pohybu hvězdy na fotografické desce, které by naznačovaly přítomnost planet u Barnardovy hvězdy. Měření provádělo deset lidí, aby se zabránilo chybám. Van de Kamp roku 1963 publikoval, že kolem Barnadovy hvězdy obíhá planeta o hmotnosti 1,6 Jupitera ve vzdálenosti 4,4 AU od hvězdy s oběžnou dobou 24 let, tato měření vyšla v roce 1969 v dalším odborném článku. V témže roce dále zveřejnil, že kolem hvězdy obíhají dvě planety o hmotnosti 1,1 a 0,8 Jupitera.
Poté další astronomové zopakovali Van de Kampova měření a roku 1973 ve dvou článcích vyvrátili existenci planet u hvězdy. George Gatewood a Heinrich Eichhorn pořídili fotografické desky pomocí novější měřící techniky a nepodařilo se jim planety ověřit. V dalším článku, který zveřejnil John L. Hershey z observatoře v Swarthmore o čtyři měsíce dříve, se tvrdí, že za objevem je chyba dalekohledu, změna hliníkového uchycení čočky za kovové a změna fotografické emulze. Záležitost byla předána vědecké obci k přezkoumání.
Van de Kamp nikdy neuznal svůj omyl a publikoval další potvrzení existence planet v roce 1982. Van de Kamp zemřel v roce 1995. Wulff Heintz, Van de Kampův nástupce na observatoři Swarthmore a odborník na dvojhvězdy, kritizoval od roku 1976 jeho práci. Oba muži se nakonec navzájem velmi odcizili.

### Současný pohled
U hvězdy nelze zcela vyloučit planety, i když jejich hledání v osmdesátých a devadesátých letech 20. století a ani interferometrická měření hvězdy pomocí Hubblova dalekohledu nepřinesla žádné výsledky. Zpřesněná data získaná měřením pohybu hvězdy a zpřesněné údaje její hmotnosti vyloučily typy planet, které se u hvězdy nemohou vyskytovat.
U červených trpaslíků, jako je Barnardova hvězda, se poruchy pohybu snadněji studují než u větších hvězd, protože díky jejich nižší hmotnosti jsou poruchy pohybu hvězdy výraznější. Gatewood tak byl schopen v článku z roku 1995 prokázat, že u Barnardovy hvězdy nemohou být planety desetkrát hmotnější než Jupiter (dolní hranice hmotnosti hnědých trpaslíků). V roce 1999 měření Hubblova dalekohledu vyloučila planety 0,8krát hmotnější než Jupiter s oběžnou dobou kratší než 1000 dní. Dále Kuerster zjistil v roce 2003, že v obyvatelné zóně kolem Barnardovy hvězdy nejsou možné planety 7,5krát hmotnější než Země, nebo s hmotností 3,1krát větší než Neptun.
I když tento výzkum výrazně omezil možné hmotnosti planet u Barnardovy hvězdy, není úplně vyloučena existence terestrické planety, ale bude velmi obtížné ji objevit. NASA Space Interferometry Mission měla naplánováno začít s hledáním exoplanet pomocí interferometrie v roce 2015. Projekt byl zrušen, stejně jako obdobná mise ESA Darwin v roce 2007.

### Projekt Daedalus

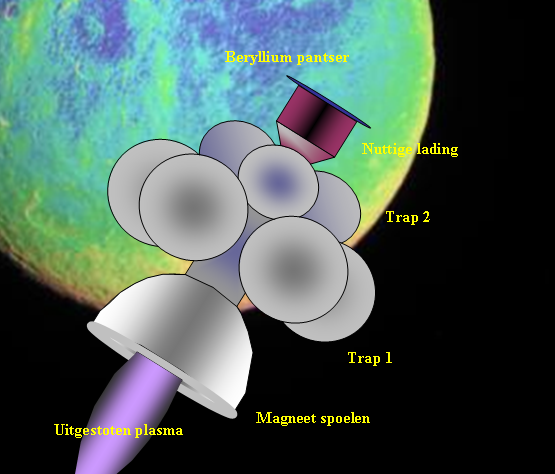
Nákres vesmírné lodě uvažované v rámci projektu Daedalus

Kromě diskuze o planetách se Barnardova hvězda stala cílem projektu Daedalus. Studie měla v letech 1973 až 1978 za cíl navrhnout rychlou bezpilotní sondu, používající současné nebo v blízké budoucnosti očekávané techniky. Hvězda byla vybrána, protože se v době studie věřilo, že kolem ní obíhají planety.
Byla navržena kosmická loď s pulsním termojaderným pohonem, který byl založen na stlačení a ohřátí mikrokapslí složených ze směsi deuteria a 3He pomocí svazků elektronů. Měly tak vzniknout mikrojaderné exploze a loď měla za čtyři roky dosáhnout 12 procent rychlosti světla. Hvězdy mělo být dosaženo za 50 let, za dobu jednoho lidského života. Spolu s detailním studiem hvězdy a planet mělo být zkoumáno mezihvězdné prostředí a měla být prováděna astrometrická měření.
Počáteční model projektu Daedalus vyvolal další teoretický výzkum. V roce 1980 Robert Freitas navrhl ambicióznější plán: samoreplikující kosmické lodě určené pro vyhledávání a navázání kontaktu s mimozemským životem. Loď by se postavila na oběžné dráze kolem Jupitera, dosáhla by Barnardovy hvězdy za 47 let podle parametrů původního projektu Daedalus. Jakmile by dosáhla hvězdy, spustila by se automatická samoreplikace, postavila by se továrna, která by vyráběla kopie původní kosmické lodě.

## Erupce

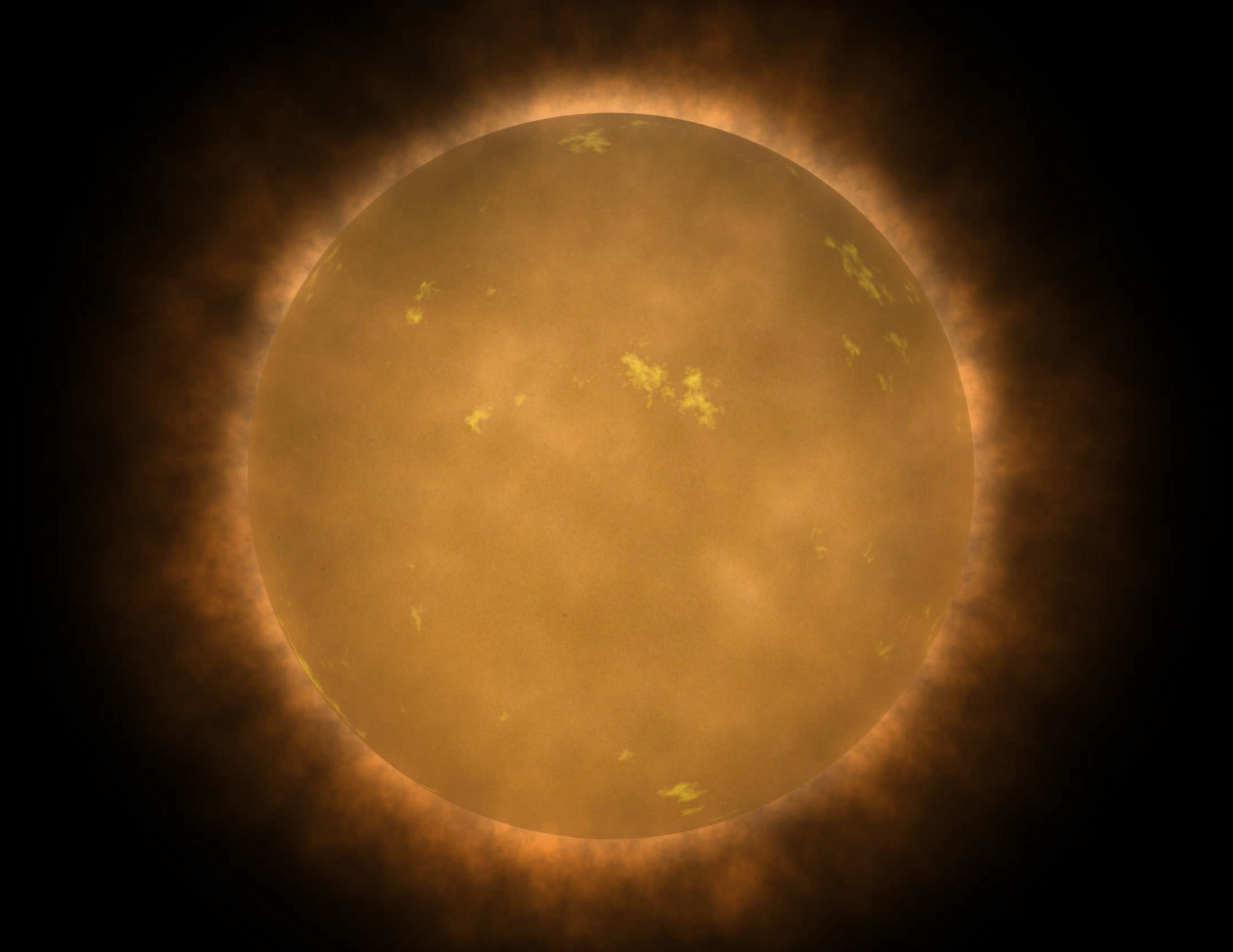
Umělecká představa červeného trpaslíka

Pozorování erupce u Barnardovy hvězdy vzbudila další vlnu zájmu o pozorování hvězdy. Erupci zjistil při studiu poruch pohybu hvězdy William Cochran z Texaské univerzity v Austinu na základě změn ve spektrální emisi ze dne 17. července 1998, čtyři roky před úplnou analýzou erupce. Diane Paulsonová z Goddardova kosmického střediska zjistila, že teplota erupce byla 8000 K, tj. více než dvojnásobek normální teploty hvězdy, i když ze spektra nelze přesně zjistit, jakou měla erupce energii. Vzhledem k náhodnému charakteru erupcí je hvězda cílem pozorování amatérských astronomů.
Erupce byla pro astronomy překvapením, tak intenzivní hvězdná aktivita u červeného trpaslíka jejího věku se neočekávala. Erupce nejsou zcela objasněny, pravděpodobně jsou způsobeny silnými magnetickými poli, která potlačují plazmovou konvekci a vedou k jejímu náhlému vzplanutí: silná magnetická pole se vyskytují u rychle rotujících hvězd, zatímco staré hvězdy se většinou otáčejí pomalu. Událost takového rozsahu je u Barnardovy hvězdy výjimečná. Výzkum hvězdné periodicity nebo změny hvězdné aktivity v určitém časovém horizontu naznačují, že Barnardova hvězda je po většinu doby klidná. V roce 1998 výzkum ukázal slabé důkazy periodických variací v jasu Barnardovy hvězdy během jedné otočky hvězdy za 130 dní.
Hvězdná činnost Barnardovy hvězdy vyvolala zájem o pochopení podobných hvězd. Fotometrické studie z jejího rentgenového a ultrafialového záření vrhly nové světlo na velké populace starých červených trpaslíků v galaxii. Takový výzkum má astrobiologické důsledky: vzhledem k tomu, že obyvatelné zóny červených trpaslíků jsou blízko hvězdy, planety budou ovlivněny slunečními erupcemi, větry a protuberancemi.

## Sousedství Barnardovy hvězdy
Barnardovu hvězdu je možné vidět v nadhlavníku severně od rovníku, na 4. stupni severní zeměpisné šířky. Hvězda je viditelná na většině zeměpisných šířek, kromě míst v blízkosti pólů, kde atmosférická extinkce snižuje viditelnost hvězdy.
Barnardova hvězda má stejné sousedy jako Slunce, jsou to většinou červení trpaslíci, nejmenší a nejběžnější typ hvězd. Její nejbližší soused je v současné době červený trpaslík Ross 154, vzdálený od ní 5,41 světelných let. Slunce a Alfa Centauri jsou její další nejbližší sousedé. Z Barnardovy hvězdy by bylo vidět Slunce na opačné straně v souřadnicích RA = 5h 57m 48,5s, Dec =-04°41'36”, ve východní části souhvězdí Jednorožce, a to se zdánlivou hvězdnou velikostí 1,15 mag.